# Фервју Парк (Охајо)
Фервју Парк (енгл. Fairview Park) град је у америчкој савезној држави Охајо.

## Демографија
По попису из 2010. године број становника је 16.826, што је 746 (-4,2%) становника мање него 2000. године.
| Група             | 2000.          | 2010.          |
| Белци             | 16.672 (94,9%) | 15.512 (92,2%) |
| Афроамериканци    | 113 (0,6%)     | 303 (1,8%)     |
| Азијати           | 276 (1,6%)     | 272 (1,6%)     |
| Хиспаноамериканци | 264 (1,5%)     | 557 (3,3%)     |
| Укупно            | 17.572         | 16.826         |